# San José de Bolívar
San José de Bolívar – miasto w Wenezueli, w stanie Táchira.